# تلمبه عبدل‌آباد
تلمبه عبدل‌آباد یک منطقهٔ مسکونی در ایران است که در دهستان خاتون‌آباد (شهربابک) واقع شده‌است.